# 유재혁
유재혁 (柳財赫, 1992년 3월 29일 ~ )은 전 KBO 리그 KIA 타이거즈의 외야수이다.

## 출신 학교
- 신도초등학교
- 상인천중학교
- 제물포고등학교

## KIA 타이거즈 시절
2011년 시즌 이후 보류선수 명단에서 제외, 신고선수로 재계약하였다.